# I 御中〜文房具屋さんにあった試し書きだけで歌をつくってみました。〜
「I 御中〜文房具屋さんにあった試し書きだけで歌をつくってみました。〜」（アイおんちゅう ぶんぼうぐやさんにあったためしがきだけでうたをつくってみました）は、the peggiesのダウンロード・シングルである。2017年11月22日にエピックレコードジャパンから発売された。

## 解説
the peggies初のダウンロード・シングルとして発表された楽曲。その名の通り、文房具店に設置されているボールペン等の試し書き用紙に書かれていた言葉のみで歌詞が構成されている。提案者は試し書きの収集家でもある実業家の寺井広樹で、彼がthe peggiesのボーカル・北澤ゆうほの実家が営む古書店（神田神保町にある「北沢書店」）の常連客だったことが制作のきっかけとなった。
本作品のリリースに合わせ11月15日に同曲のミュージックビデオが公開されたほか、同日にはthe peggiesのInstagramアカウントが開設され、歌詞に登場する試し書き用紙の画像を見ることが可能である。また、寺井は本作品の発売日である11月22日を「試し書きの日」とするよう日本記念日協会に申請しており、これは実際に同協会により認定されている。ミュージックビデオが2018年度グッドデザイン賞を受賞。

## 収録曲
1. I 御中〜文房具屋さんにあった試し書きだけで歌をつくってみました。〜
作詞・作曲:北澤ゆうほ 編曲:the peggies、大久保友裕 監修:寺井広樹